# Hoàng Thế Thiện
Hoàng Thế Thiện (1922 – 1995) là một danh tướng của Quân đội nhân dân Việt Nam (thụ phong trước năm 1975), một Anh hùng Lực lượng vũ trang nhân dân Việt Nam. Ông từng giữ chức vụ Chính ủy của nhiều đơn vị Quân đội nhân dân Việt Nam nên được mệnh danh là Vị tướng Chính ủy. Ông là vị tướng duy nhất trong lịch sử cuộc Kháng chiến chống Mỹ đã vượt Đường Hồ Chí Minh trên biển để tham gia mở Đường Hồ Chí Minh trên bộ. Ông cũng là vị Thứ trưởng Bộ Quốc phòng duy nhất mang quân hàm Thiếu tướng.

## Thân thế
Hoàng Thế Thiện tên khai sinh là Lưu Văn Thi, sinh ngày  20 tháng 10 năm 1922 tại ngõ Mai Viên, đường Agent Blambay (nay là đường Trần Bình Trọng, phường Lương Khánh Thiện, quận Ngô Quyền), thành phố Hải Phòng, trong một gia đình dân nghèo thành thị yêu nước. Ông là con trai thứ hai của vợ chồng cụ Lưu Văn Ngữ (1892-1946) và Trịnh Thị Tạc (1897 - 1944). 
Từ thuở nhỏ ông đã thông minh, ham học, tháo vát. Tuy nhà nghèo nhưng cha mẹ Lưu Văn Thi rất quan tâm đến việc học hành của các con. Học xong Trường tiểu học Lạc Viên, do hoàn cảnh gia đình, phải đến năm 16 tuổi, Lưu Văn Thi mới được vào học Trường cao đẳng tiểu học Bonnal (khoảng tháng 9 năm 1938). 
Cụ Lưu Văn Ngữ quê ở thôn Hạ, xã Lê Xá, tổng Đội Sơn, huyện Duy Tiên, phủ Lý Nhân, tỉnh Hà Nam (nay là thôn Lê Xá, xã Tiên Sơn, thị xã Duy Tiên, tỉnh Hà Nam); là một người học Nho và là một đầu bếp giỏi ở Hải Phòng. Cụ là người có tư tưởng yêu nước, từng tham gia tổ chức đưa người sang Trung Quốc cho cụ Phan Bội Châu trong phong trào Đông Du. Gia đình cụ là cơ sở của nhà cách mạng Nguyễn Lương Bằng (sau là Phó Chủ tịch nước Việt Nam Dân chủ Cộng hòa) từ thập niên 1920. Năm 1927, cụ tham gia rải truyền đơn trong vụ người Việt và Hoa kiều đánh nhau ở Hải Phòng và, do đó, bị chính quyền thực dân Pháp bắt giam 6 tháng. Những năm 1936 - 1938, cụ tham gia phong trào mặt trận Bình dân, là sáng lập viên và là Ủy viên Ban trị sự Hội Ái hữu công nhân tư gia thành phố Hải Phòng.

## Hoạt động cách mạng thời kỳ bí mật
Sớm ảnh hưởng tư tưởng yêu nước từ cha nên ngay từ khi còn là học sinh Trường Bonnal, Hoàng Thế Thiện đã tích cực tham gia vào các hoạt động yêu nước của phong trào Hướng đạo sinh thành phố Hải Phòng. Tháng 10 năm 1938, do gia đình quá nghèo nên ông đã phải thôi học, làm gia sư rồi làm thư ký đánh máy công nhật ở Ngân hàng Đông Dương. Đầu năm 1940, ông tham gia Tiểu tổ bí mật do nhà cách mạng Vũ Quý phụ trách, tự động xây dựng lại cơ sở cách mạng bí mật tại thành phố Hải Phòng đã bị chính quyền thực dân Pháp khủng bố tan rã trước đó. Ông tham gia hoạt động trong phong trào Truyền bá Quốc ngữ từ năm 1940 và được cử làm Ủy viên Ban Trị sự Hội Truyền bá quốc ngữ thành phố Hải Phòng.
Tháng 1 năm 1942, ông tham gia Đoàn Thanh niên Cứu quốc và được giao nhiệm vụ xây dựng Đoàn Thanh niên Cứu quốc của Việt Minh thành phố Hải Phòng, đồng thời phụ trách một cơ sở bí mật trong thanh niên, học sinh thành phố. Sau một đợt đấu tranh treo cờ, phân phát truyền đơn toàn thành phố Hải Phòng có kết quả vào cuối năm 1942, ông được giao nhiệm vụ chuẩn bị thành lập Đoàn Thanh niên Cứu quốc toàn thành phố và thống nhất đầu mối chỉ đạo.
Tháng 3 năm 1943, do có sự phản bội của một Việt gian được mật thám Pháp cài vào tổ chức, ông bị chính quyền thực dân Pháp bắt tại Ngân hàng Đông Dương và đưa ra xử tại tòa án binh Hà Nội. Ông bị kết án 5 năm tù khổ sai, bị giam tại nhà tù Hỏa Lò (Hà Nội), rồi bị đày lên nhà tù Sơn La. Trong tù, mặc dù bị tra tấn, đày ải nhưng ông không nhụt chí đấu tranh. Ông được kết nạp vào nhóm Trung Kiên ở Hỏa Lò và Hội Lao tù Cứu quốc ở Sơn La, được nhà cách mạng Trần Đăng Ninh trực tiếp huấn luyện về công tác bí mật và vận động quần chúng.
Tháng 3 năm 1945, ông vượt ngục tập thể trong nhóm của nhà cách mạng Trần Quốc Hoàn rồi về Thái Nguyên tiếp tục hoạt động cách mạng. Tháng 4 năm 1945, ông được kết nạp vào Đảng Cộng sản Đông Dương và được cử làm Đội trưởng Đội Vũ trang Tuyên truyền Cứu quốc quân huyện Vũ Nhai.

## Tham gia Tổng khởi nghĩa tháng 8 năm 1945
Tháng 8 năm 1945, ông tham gia cướp chính quyền tại thị xã Thái Nguyên. Trên cương vị là Đội trưởng Đội Vũ trang tuyên truyền Cứu quốc quân Vũ Nhai, ông đã lãnh đạo cuộc biểu tình trên 5.000 người tuần hành vũ trang thị uy tiến vào nội ô thị xã Thái Nguyên vào chiều ngày 19-08-1945, uy hiếp quân phát xít Nhật đóng ở đây, uy hiếp và làm tan rã chính quyền tay sai của Nhật, kêu gọi sự đầu hàng của lính bảo an. Lực lượng do ông dẫn đầu đã tiến vào thị xã Thái Nguyên trước ngày 20-08-1945 một ngày và tổ chức đón Giải phóng quân từ Tân Trào tiến vào bao vây đồn binh Nhật, đưa tối hậu thư và tước vũ khí của lính bảo an, tấn công quân Nhật… Trong tập hồi ức "Những chặng đường lịch sử" (Nhà xuất bản Chính trị quốc gia, 1994), Đại tướng Võ Nguyên Giáp đã viết: "Chúng tôi tới Thịnh Đán thì được tin có một đội tuyên truyền xung phong từ Võ Nhai tiến xuống hôm trước, đã đột nhập thị xã, tổ chức quần chúng tuần hành thị uy. Một đội dân quân của Phú Bình, Phổ Yên cũng đã vào thị xã lùng bắt một số tay chân của địch. Tình hình bảo an binh đang hết sức hoang mang". Trong khởi nghĩa Thái Nguyên, cuộc biểu tình tuần hành thị uy của quần chúng trong ngày 19-08-1945 do ông lãnh đạo là bước thắng lợi có ý nghĩa quyết định đầu tiên. Việc Chủ tịch Hồ Chí Minh và Chính phủ lâm thời từ Tuyên Quang qua Thái Nguyên để về Hà Nội rất sớm và Giải phóng quân sớm về được Thủ đô cũng nói lên ý nghĩa quan trọng của khởi nghĩa thành công rất sớm ở Thái Nguyên .
Tháng 9 năm 1945, ông làm Thường vụ Tỉnh ủy - Chủ nhiệm Việt Minh tỉnh Thái Nguyên, Ủy viên Ủy ban Nhân dân cách mạng lâm thời tỉnh Thái Nguyên. Từ tháng 9 năm 1945 đến tháng 10 năm 1946, ông là người phụ trách công tác tuyên truyền và công tác vận động thanh niên (công tác thanh vận) của tỉnh Thái Nguyên. Ông được xác định là người lãnh đạo chủ chốt đầu tiên của tổ chức Đoàn Thanh niên Cộng sản Hồ Chí Minh tỉnh Thái Nguyên .
Tháng 10 năm 1946, ông làm Thường vụ Tỉnh ủy - Chủ nhiệm Việt Minh tỉnh Vĩnh Yên.

## Nhập ngũ và tham gia Kháng chiến chống Pháp
Tháng 4 năm 1947, ông được điều vào Quân đội nhân dân Việt Nam làm Phái viên Chính trị Khu 10, rồi Trưởng phòng Chính trị Liên Khu 10 - Quân khu ủy viên. Từ đây, ông bắt đầu một cuộc đời binh nghiệp, tham gia chiến đấu tại nhiều chiến trường. Tháng 7 năm 1948, ông được cử làm Chính ủy - Bí thư Đảng ủy Trung đoàn Sông Lô.
Tháng 9 năm 1949, ông được Bộ Quốc phòng cử làm Trưởng đoàn cán bộ quân sự vào tăng cường cho chiến trường Nam Bộ, Nam tiến lần thứ nhất. Tháng 7 năm 1950, ông làm Phái viên Kiểm tra Bộ Tư lệnh Nam Bộ. Tháng 11 năm 1950, ông làm Chính ủy - Bí thư Đảng ủy Trung đoàn Tây Đô (thuộc Khu 9), Chỉ huy phó Chiến dịch Long Châu Hà II và Chiến dịch Sóc Trăng II. Cuối năm 1951, ông làm Chính ủy - Bí thư Đảng ủy Trung đoàn Cửu Long (thuộc Phân Liên khu miền Tây Nam Bộ). Tháng 10 năm 1952, ông làm Trưởng phòng Chính trị rồi Chủ nhiệm Chính trị Phân Liên khu miền Tây Nam Bộ - Quân khu ủy viên, ủy viên Ban Tuyên huấn và ủy viên Ban Tổ chức Trung ương Cục miền Nam, Chủ nhiệm Báo Quân đội Nhân dân - Phân liên khu miền Tây Nam Bộ. 

## Tham gia Kháng chiến chống Mỹ
Năm 1955, ông tập kết ra Bắc phụ trách Ban Đại diện miền Tây Nam Bộ. Tháng 12 năm 1955, ông làm Chủ nhiệm Chính trị Liên khu 3 - Quân khu ủy viên.
Tháng 7 năm 1956, ông làm Chính ủy Ban Nghiên cứu Sân bay. Tháng 12 năm 1958, ông được phong quân hàm Thượng tá. Tháng 1 năm 1959, ông làm Chính ủy - Bí thư Đảng ủy đầu tiên của Cục Không quân.
Tháng 10 năm 1964, ông trở lại chiến trường Nam Bộ trên con tàu "không số" (Đoàn 125) với bí danh là Hoàng Dân tức Tư Dân, Nam tiến lần thứ hai. Lúc này, Quân ủy Trung ương và Bộ Quốc phòng có chủ trương thành lập một sư đoàn chủ lực của Quân Giải phóng miền Nam ở miền Tây Nam Bộ. Ông về thẳng miền Tây để chuẩn bị cho việc thành lập sư đoàn này và đảm nhiệm chức vụ Chính ủy sư đoàn, nhưng vì nhiều lý do khách quan nên sư đoàn này không thành lập được.
Tháng 12 năm 1964, ông làm Phó Chính ủy Quân khu 8 (Trung Nam Bộ). Tháng 7 năm 1965, ông về miền Đông tham gia thành lập Sư đoàn 9 - Sư đoàn chủ lực đầu tiên của Quân Giải phóng miền Nam, làm Phó Chính ủy - Phó Bí thư Đảng ủy kiêm Chủ nhiệm Chính trị đầu tiên của Sư đoàn 9.
Tháng 2 năm 1966, ông được thăng quân hàm Đại tá. Tháng 8 năm 1966, ông về Mặt trận Tây Nguyên (B3) làm Chính ủy - Bí thư Đảng ủy Sư đoàn 1, Đảng ủy viên Mặt trận B3, Chính ủy Chiến dịch Sa Thầy. Ông đã cùng Tư lệnh sư đoàn Nguyễn Hữu An chỉ huy, chỉ đạo Sư đoàn 1 đánh nhiều trận hay, đặc biệt là đánh thiệt hại nặng Lữ dù 173 của Mỹ trong Chiến dịch Đắc Tô 1 trên đồi 875 ở phía tây bắc Kon Tum vào mùa đông năm 1967. Tháng 1 năm 1969, ông làm Chính ủy - Bí thư Đảng ủy Sư đoàn 304.
Tháng 5 năm 1970, ông được điều vào tuyến lửa Trường Sơn, làm Phó Chính ủy - Thường vụ Đảng ủy Mặt trận 968 Nam Lào. Tháng 10 năm 1970, ông làm Phó Chính ủy - Thường vụ Đảng ủy Bộ Tư lệnh Trường Sơn (Đoàn 559), kiêm Chính ủy Tiền phương  Bộ Tư lệnh Trường Sơn trong chiến dịch Đường 9 - Nam Lào (tháng 1 năm 1971), kiêm Chính ủy - Bí thư Đảng ủy Bộ Tư lệnh khu vực 470 (tháng 7 năm 1971). Tháng 5 năm 1973, ông làm Chính ủy - Phó Bí thư rồi Bí thư Đảng ủy Bộ Tư lệnh Trường Sơn.
Ngày 16 tháng 4 năm 1974, ông được thăng quân hàm Thiếu tướng theo Lệnh số 21-LCT của Chủ tịch nước Việt Nam Dân chủ Cộng hòa Tôn Đức Thắng.
Tháng 2 năm 1975, ông được điều vào chiến trường B2 (Nam Bộ), Nam tiến lần thứ ba, làm Chính ủy đầu tiên - Bí thư Đảng ủy Quân đoàn 4, Phó Chính ủy - Thường vụ Đảng ủy Mặt trận phía Đông thuộc Bộ Tư lệnh B2. Ông trực tiếp chỉ huy hướng tiến công Dầu Tiếng - Chơn Thành. Tháng 4 năm 1975, ông tham gia chỉ huy cánh quân hướng Đông - một trong năm cánh quân tiến vào giải phóng Sài Gòn trong Chiến dịch Hồ Chí Minh.

## Sau ngày đất nước thống nhất
Tháng 5 năm 1975, ông được cử làm làm Ủy viên Ban Thường vụ Thành ủy Sài Gòn - Gia Định làm nhiệm vụ quân quản thành phố.
Tháng 12 năm 1976, ông được bầu làm Ủy viên dự khuyết Ban Chấp hành Trung ương Đảng Cộng sản Việt Nam khóa IV.
Tháng 3 năm 1977, ông làm Chủ nhiệm Tổng cục Xây dựng Kinh tế - Bí thư Đảng ủy Tổng cục (cho đến khi Bộ Quốc phòng ra quyết định giải thể Tổng cục Xây dựng Kinh tế vào tháng 8 năm 1979).
Tháng 11 năm 1977, ông được Hội đồng Chính phủ bổ nhiệm làm Thứ trưởng Bộ Quốc phòng.

## Làm nghĩa vụ quốc tế giúp Cách mạng Campuchia
Từ tháng 10 năm 1978 đến tháng 7 năm 1982, ông được Đảng và Nhà nước Việt Nam cử sang Campuchia làm công tác đặc biệt giúp Cách mạng Campuchia và đảm nhiệm các trọng trách: Thứ trưởng Bộ Quốc phòng, Trưởng ban Ban B.68 Trung ương Đảng Cộng sản Việt Nam, Bí thư Đảng ủy Đoàn Chuyên gia Việt Nam toàn Campuchia, Cố vấn bên cạnh Tổng Bí thư Đảng Nhân dân cách mạng Campuchia, Phó Trưởng Ban lãnh đạo Đoàn Chuyên gia của Trung ương tại Campuchia (Phó Tổng Đoàn Chuyên gia Việt Nam tại Campuchia), Phó Tư lệnh Chính trị Quân tình nguyện Việt Nam tại Campuchia kiêm Trưởng đoàn chuyên gia quân sự Việt Nam tại Campuchia (Đoàn 478).

## Chuyển sang công tác dân sự
Tháng 7 năm 1982, ông được điều về nước làm Thứ trưởng thứ nhất Bộ Thương binh và Xã hội.
Tháng 5 năm 1983, ông được bầu làm Ủy viên Đoàn Chủ tịch Ủy ban Trung ương Mặt trận Tổ quốc Việt Nam khóa II.
Tháng 2 năm 1987, sau khi Bộ Lao động hợp nhất với Bộ Thương binh và Xã hội, ông làm Thứ trưởng thường trực đầu tiên Bộ Lao động - Thương binh và Xã hội.
Ông là người đại diện cho Chính phủ Việt Nam đàm phán với Làng trẻ em SOS Quốc tế về việc thành lập Làng trẻ em SOS Việt Nam năm 1987 và là Chủ tịch danh dự đầu tiên của Làng trẻ em SOS Việt Nam (1987 - 1990).
Ngày 1 tháng 10 năm 1987, ông được nghỉ hưu theo chế độ. Tháng 7 năm 1989, ông được nghỉ hưu chính thức.
Sau khi nghỉ hưu, ông tham gia công tác Cựu chiến binh Thành phố Hồ Chí Minh thời kỳ đầu thành lập trên cương vị là Chủ tịch Hội Cựu chiến binh Quận 1 khóa I (1990 - 1993).
Ông từ trần hồi 14 giờ 40 phút ngày 5 tháng 9 năm 1995 tại  Viện Quân y 175, Thành phố Hồ Chí Minh sau một cơn bạo bệnh, thọ 73 tuổi.
Phần mộ ông nằm tại khu 6, Nghĩa trang Thành phố Hồ Chí Minh (đồi Lạc Cảnh), đường 13, phường Linh Trung, Thành phố Thủ Đức, Thành phố Hồ Chí Minh.

## Gia đình
Về gia đình riêng, ông kết hôn với bà Hào Kim Oanh (1928 - 2008) - một cán bộ lão thành cách mạng - vào ngày 7 tháng 4 năm 1947 tại Vĩnh Yên.
Ông có hai người em trai cũng tham gia Quân đội nhân dân Việt Nam là Trung tá Nguyễn Thế Huấn (Lưu Văn Huấn) và Đại tá Hoàng Thành (Lưu Văn Đức).

## Lịch sử thụ phong quân hàm
| Quân hàm |           |        |             |  |  |  |  |  |  |  |  |
| Cấp bậc  | Thượng tá | Đại tá | Thiếu tướng |  |  |  |  |  |  |  |  |
|          |           |        |             |  |  |  |  |  |  |  |  |

## Vinh danh

### Khen thưởng của Việt Nam
Do những công lao đóng góp và thành tích cống hiến cho sự nghiệp cách mạng, ông đã được nhà nước Việt Nam tặng thưởng:
- Danh hiệu Anh hùng Lực lượng vũ trang nhân dân (Chủ tịch nước truy tặng năm 2025)
- 1 Huân chương Hồ Chí Minh (Chủ tịch nước truy tặng năm 2002)
- 1 Huân chương Độc lập hạng Nhất
- 2 Huân chương Quân công hạng Nhất
- 1 Huân chương Quân công hạng Nhì
- 1 Huân chương Quân công hạng Ba
- 1 Huân chương Quân công Giải phóng hạng Ba
- 1 Huân chương Chiến công hạng Nhất
- 1 Huân chương Chiến thắng hạng Nhất
- 1 Huân chương Kháng chiến hạng nhất
- 3 Huân chương Chiến sĩ vẻ vang (1 hạng Nhất, 1 hạng Nhì, 1 hạng Ba)
- 3 Huân chương Chiến sĩ giải phóng (1 hạng Nhất, 1 hạng Nhì, 1 hạng Ba)
- 1 Huy chương Quân kỳ quyết thắng
- Huy hiệu 50 năm tuổi Đảng (năm 1995)
- Kỷ niệm chương Chiến sĩ cách mạng bị địch bắt, tù đày (Thủ tướng Chính phủ truy tặng năm 1998)
- Huy hiệu Vì nghĩa vụ quốc tế (Thủ tướng Chính phủ truy tặng 2005)
- Huy hiệu Thành đồng Tổ quốc
- Kỷ niệm chương Vì thế hệ trẻ (Ban Chấp hành Trung ương Đoàn truy tặng năm 2016)
- Kỷ niệm chương Vì hòa bình, hữu nghị giữa các dân tộc (Đoàn Chủ tịch Liên hiệp các tổ chức Hữu nghị Việt Nam truy tặng năm 2015)

Và nhiều huy chương, kỷ niệm chương, huy hiệu khác.
Ngày 23-01-2025, Chủ tịch nước Cộng hòa xã hội chủ nghĩa Việt Nam Lương Cường đã ký Quyết định số 129/QĐ-CTN truy tặng danh hiệu Anh hùng Lực lượng vũ trang nhân dân cho đồng chí Hoàng Thế Thiện (Lưu Văn Thi, Hoàng Dân), nguyên Chính ủy Quân đoàn 4, Bộ Quốc phòng, đã có thành tích đặc biệt xuất sắc trong cuộc kháng chiến chống đế quốc Mỹ, cứu nước.

### Khen thưởng của nước ngoài
- Ban Lãnh đạo Viện Hermann Gmeiner thuộc tổ chức Làng trẻ em SOS Quốc tế tặng Kim vàng Danh dự cho Chủ tịch danh dự đầu tiên của Làng trẻ em SOS Việt Nam Hoàng Thế Thiện do đã có những đóng góp đặc biệt cho tổ chức này.

- Ủy ban Cựu chiến binh Liên Xô tặng Huy hiệu danh dự cho Thiếu tướng Hoàng Thế Thiện.

- Thể theo đề nghị của Thủ tướng Vương quốc Campuchia Samdec Techo Hun Sen, ngày 22-11-2019, Quốc vương Campuchia Preah Karuna Preah Bat Samdech Preah Boromneath Norodom Sihamoni đã ký Sắc lệnh số SL/11119/1727 truy tặng Thiếu tướng Hoàng Thế Thiện Huân chương cao quý nhất của Vương quốc Campuchia dành cho người nước ngoài là Huân chương Hoàng gia Sahametrei cấp Đại Thập tự (hạng Nhất) vì đã có đóng góp to lớn trong xây dựng, củng cố và phát triển tình hữu nghị giữa hai dân tộc, đặc biệt là những đóng góp quan trọng của ông trong thời kỳ làm nghĩa vụ quốc tế giúp Cách mạng Campuchia 1978-1982. Đây là lần đầu tiên Vương quốc Campuchia ban hành hình thức truy tặng Huân chương cao quý nhất dành cho người nước ngoài có công lao to lớn đối với đất nước và nhân dân Campuchia[4].

- Bộ Quốc phòng nước Cộng hòa Dân chủ Nhân dân Lào đã ban hành Quyết định số 757/BQP ngày 15-02-2023 về việc Truy tặng Huân chương Anh dũng hạng Nhất cho Thiếu tướng Hoàng Thế Thiện, nguyên Thứ trưởng Bộ Quốc phòng nước Cộng hòa Xã hội chủ nghĩa Việt Nam. Để khen ngợi và tôn vinh Thiếu tướng Hoàng Thế Thiện, nguyên Thứ trưởng Bộ Quốc phòng nước Cộng hòa Xã hội chủ nghĩa Việt Nam, đã có công lao to lớn và thành tích xuất sắc đóng góp cho Cách mạng Lào trong cuộc kháng chiến chống đế quốc Mỹ tại chiến trường Trường Sơn giai đoạn 1970 - 1975, hoàn thành xuất sắc nhiệm vụ chỉ huy bảo vệ khu căn cứ chiến lược tại biên giới giữa ba nước Việt Nam - Lào - Campuchia. Thành tích nêu trên đã góp phần tăng cường mối quan hệ hữu nghị vĩ đại, đoàn kết đặc biệt và hợp tác toàn diện giữa hai Đảng, hai Nhà nước và Nhân dân hai nước Lào - Việt Nam ngày càng vững mạnh, mãi mãi vững bền[5].

### Vinh danh trong từ điển
Tên và tiểu sử của Thiếu tướng Hoàng Thế Thiện đã được đưa vào Từ điển Bách khoa Quân sự Việt Nam (xuất bản năm 1996, tái bản năm 2004); Từ điển Nhân vật lịch sử Việt Nam (Bộ mới) do Nhà xuất bản Văn hóa Thông tin xuất bản năm 2013.

### Vinh danh trong bảo tàng
Hình ảnh, tượng đồng và kỷ vật kháng chiến của Thiếu tướng Hoàng Thế Thiện hiện được lưu giữ, trưng bày tại nhiều bảo tàng trên cả nước Việt Nam: 
- Bảo tàng Lịch sử Quân sự Việt Nam tại Hà Nội.
- Bảo tàng Phòng không - Không quân (Việt Nam) tại Hà Nội.
- Bảo tàng Đường Hồ Chí Minh tại Hà Nội.
- Bảo tàng Lực lượng Vũ trang miền Đông Nam Bộ tại Thành phố Hồ Chí Minh.
- Bảo tàng Chiến dịch Hồ Chí Minh tại Thành phố Hồ Chí Minh.
- Bảo tàng Binh đoàn Cửu Long (Quân đoàn 34) tại Bình Dương.
- Bảo tàng Lực lượng vũ trang Quân khu 9 tại Cần Thơ.
- Bảo tàng Binh đoàn Tây Nguyên (Quân đoàn 34) tại Pleiku, Gia Lai.
- Bảo tàng Hải Phòng.
- Khu di tích Nhà tù Hỏa Lò tại Hà Nội.
- Khu di tích Nhà tù Sơn La...

### Vinh danh trên tem bưu chính
Nhân dịp kỷ niệm 100 năm ngày sinh Thiếu tướng Hoàng Thế Thiện, nhằm tri ân công lao của ông, Bộ Thông tin và Truyền thông đã quyết định phát hành bộ  tem bưu chính kỷ niệm Chiến sĩ cách mạng Hoàng Thế Thiện (1922 - 1995) gồm 1 mẫu tem, có giá mặt 4.000 đồng, do họa sĩ Vương Ánh Nguyệt thiết kế, vào ngày 20 tháng 10 năm 2022, trên mạng bưu chính công cộng toàn quốc (Quyết định số 1926/QĐ-BTTTT ngày 19 tháng 10 năm 2022). 

### Tên đường, phố Hoàng Thế Thiện
Hội đồng nhân dân Thành phố Hồ Chí Minh đã đưa tên Hoàng Thế Thiện vào Quỹ đặt, đổi tên đường của thành phố (Nghị quyết số 66/2006/NQ-HĐND ngày 12-12-2006 thông qua danh sách bổ sung Quỹ đặt, đổi tên đường của thành phố do Ủy ban nhân dân Thành phố Hồ Chí Minh trình tại kỳ họp lần thứ 9 khóa VII, gồm 190 tên nhân vật lịch sử và địa danh).
Tên Hoàng Thế Thiện đã được đưa vào Quỹ đặt, đổi tên đường của một số địa phương: thành phố Đà Nẵng, tỉnh Khánh Hòa, thành phố Cần Thơ, tỉnh Thừa Thiên - Huế, tỉnh Hà Nam, thành phố Hà Nội, tỉnh Quảng Nam (Nghị quyết số 164/2015/NQ-HĐND ngày 07-07-2015 của Hội đồng nhân dân tỉnh Quảng Nam khóa 8, kỳ họp 14), tỉnh Sơn La (Quyết định số 2552/QĐ-UBND ngày 28-10-2015 của Ủy ban nhân dân tỉnh Sơn La ), tỉnh An Giang , tỉnh Bà Rịa - Vũng Tàu , tỉnh Bắc Giang , tỉnh Quảng Trị , tỉnh Bình Thuận ,...
- Thành phố Hải Phòng đã đặt tên Hoàng Thế Thiện cho một tuyến phố dài 700m, rộng 7m tại phường Đông Hải 1, quận Hải An (bên cạnh Cục Hải quan thành phố Hải Phòng) theo Nghị quyết số 08/2015/NQ-HĐND ngày 22-07-2015 của Hội đồng nhân dân thành phố Hải Phòng khóa 14, kỳ họp 12[15].

- Tỉnh Quảng Nam đã đặt tên Hoàng Thế Thiện cho một con đường dài 300m, rộng 11,5m tại thị trấn Khâm Đức, huyện Phước Sơn theo Nghị quyết số 204/NQ-HĐND ngày 26-04-2016 của Hội đồng nhân dân tỉnh Quảng Nam khóa 8, kỳ họp 16 và theo Quyết định số 1882/QĐ-UBND ngày 31-05-2016 của Ủy ban nhân dân tỉnh Quảng Nam về việc đặt tên một số tuyến đường tại thị trấn Ái Nghĩa, huyện Đại Lộc; thị trấn Khâm Đức, huyện Phước Sơn; thị trấn Đông Phú, huyện Quế Sơn, tỉnh Quảng Nam.

- Tỉnh Hà Nam đã đặt tên Hoàng Thế Thiện cho một tuyến phố dài 750m, rộng 27m nằm trong khu Đô thị Sinh thái Thương mại và Dịch vụ Lam Hạ, phường Lam Hạ, thành phố Phủ Lý.[16][17]

- Thành phố Đà Nẵng đã đặt tên Hoàng Thế Thiện cho một con đường dài 800m, rộng 7,5m nằm trong khu Đô thị Sinh thái Hòa Xuân, phường Hòa Xuân, quận Cẩm Lệ.[18]

- Tỉnh Đắk Lắk đã đặt tên Hoàng Thế Thiện cho một con đường dài 800m, rộng 18m tại phường Tân Lợi, thành phố Buôn Ma Thuột.[19]

- Thành phố Hồ Chí Minh đã đặt tên Hoàng Thế Thiện cho một con đường dài khoảng 2.460m, rộng 22,6m tại Khu đô thị mới Thủ Thiêm, Quận 2.[20]

- Thủ đô Hà Nội đã đặt tên Hoàng Thế Thiện cho một con phố dài 816m, rộng 8-12m tại khu đô thị Sài Đồng, quận Long Biên.

- Thành phố Cần Thơ đã đặt tên Hoàng Thế Thiện cho một con đường dài 360m tại khu dân cư Hưng Phú 1, phường Hưng Phú, quận Cái Răng.[21]

- Tỉnh Quảng Nam đã đặt tên Hoàng Thế Thiện cho một con đường dài 300m, rộng 15,5m, tại khu dân cư Tây Nam An Hà, phường An Phú, thành phố Tam Kỳ.[22]

- Tỉnh Đắk Nông đã đặt tên Hoàng Thế Thiện cho một tuyến đường có chiều dài 1.340m, chiều rộng 16m.[23]

- Tỉnh Bạc Liêu đã đặt tên Hoàng Thế Thiện cho một tuyến đường có chiều dài 756,25m, chiều rộng 9m, lộ giới 13m, có điểm đầu gần vòng xoay ngã năm, điểm cuối đến ranh dự án, thuộc địa bàn Khu dân cư Tràng An, phường 7, thành phố Bạc Liêu.[24]

- Tỉnh Ninh Thuận đã đặt tên Hoàng Thế Thiện cho một tuyến đường có chiều dài 99,9m, chiều rộng 8m, có điểm đầu giao với đường Hoàng Minh Giám, điểm cuối giao với đường Hoàng Dư Khương, thuộc địa bàn Khu đô thị mới Đông Bắc (Khu K1), phường Thanh Sơn, thành phố Phan Rang - Tháp Chàm.[25]

- Tỉnh Thừa Thiên Huế đã đặt tên Hoàng Thế Thiện cho một tuyến đường có chiều dài 550m, chiều rộng 19,5m, mặt đường 10,5m, có điểm đầu giao với đường Vũ Xuân Chiêm, điểm cuối giao với cuối kiệt 118 Nguyễn Lộ Trạch, thuộc địa bàn Khu quy hoạch Khu vực 4, phường Xuân Phú, thành phố Huế.[26]

- Tỉnh Bắc Giang đã đặt tên Hoàng Thế Thiện cho một tuyến đường có chiều dài 460m, chiều rộng 42m, có điểm đầu giao với đường Hùng Vương kéo dài, điểm cuối giao với đường Trường Chinh, thuộc địa bàn Khu vực phía Đông Bắc thành phố Bắc Giang.[27]

## Nhận định, đánh giá về Hoàng Thế Thiện
- Đại tướng Võ Nguyên Giáp:

"Đồng chí Hoàng Thế Thiện là một cán bộ cao cấp của Đảng, một vị tướng của Quân đội. Đồng chí đã từng đảm nhiệm những chức vụ quan trọng, suốt đời chiến đấu vì sự nghiệp của Đảng, của Dân tộc. Đồng chí có ưu điểm nổi bật là dù ở cương vị nào cũng là tấm gương đoàn kết và hoàn thành xuất sắc nhiệm vụ, được đồng chí, đồng đội tin yêu."
"Chúng ta bày tỏ niềm thương tiếc đồng chí Hoàng Thế Thiện, một cán bộ trung kiên của Đảng và Quân đội, luôn được giao những chức vụ quan trọng ở nhiều chiến trường và đơn vị trong sự nghiệp giải phóng dân tộc, xây dựng và bảo vệ Tổ quốc, và đã hoàn thành xuất sắc nhiệm vụ, được cán bộ và chiến sĩ tin yêu.”
- Phó Chủ tịch Đảng Nhân dân Campuchia, Phó Thủ tướng Vương quốc Campuchia, Thống tướng Men Sam An: "Chúng tôi cũng muốn nói thêm rằng dù tướng Hoàng Thế Thiện đã mất, nhưng những tình cảm, hành động Ngài ấy đã cống hiến, chia sẻ cho Campuchia sẽ trường tồn trong trái tim của tất cả các lãnh đạo đất nước chúng tôi."

- Chủ tịch danh dự Làng trẻ em SOS Quốc tế Helmut Kutin: "Ngài Hoàng Thế Thiện là người Cha rất đỗi nhân văn của hàng ngàn trẻ mồ côi, trẻ bị bỏ rơi không nơi nương tựa ở Việt Nam."

- Trung tướng, Anh hùng Lực lượng vũ trang nhân dân Đồng Sỹ Nguyên: "Anh là cán bộ chỉ huy chiến đấu giỏi, đã có công trong việc tiêu diệt sinh lực địch, mở rộng và bảo vệ vững chắc tuyến hành lang Đường Hồ Chí Minh ở Tây Trường Sơn. Suốt cả cuộc đời chiến đấu liên tục, anh Hoàng Thế Thiện đã khẳng định được mình, chứng minh đầy đủ lập trường, bản lĩnh của một đảng viên, một cán bộ kiên định, có tài năng, đức độ, luôn luôn hoàn thành nhiệm vụ. Anh sống có tình người, thẳng thắn, đoàn kết, rộng lượng, gần gũi quần chúng, liêm khiết."

- Thượng tướng, Anh hùng Lực lượng vũ trang nhân dân, Giáo sư, Nhà giáo Nhân dân Hoàng Minh Thảo: "Anh Thiện có nhiều kinh nghiệm về công tác chính trị và có kiến thức quân sự. Anh chiến đấu rất dũng cảm. Anh Thiện đã cùng anh Nguyễn Hữu An chỉ huy, chỉ đạo Sư đoàn 1 đánh nhiều trận hay, đặc biệt là đánh thiệt hại nặng lữ dù 173 của Mỹ trong chiến dịch Đắc Tô I trên đồi 875 ở phía Tây Bắc Kon Tum vào mùa Đông năm 1967... Điểm đặc biệt của anh Thiện: tuy là Chính ủy nhưng rất chú ý đến quân sự và nghiên cứu về tình hình địch. Một Chính ủy như thế quả là hơi hiếm."

- Thiếu tướng, Phó Giáo sư, Tiến sĩ, Viện trưởng Viện Lịch sử Quân sự Việt Nam - Trịnh Vương Hồng: "Cuộc đời và sự nghiệp của Thiếu tướng Hoàng Thế Thiện là một tấm gương sáng về phẩm chất của người cán bộ cách mạng, một vị tướng trưởng thành từ cơ sở, qua nhiều cương vị, là cán bộ lãnh đạo, chỉ huy quân đội đứng mũi chịu sào của nhiều đơn vị. Trong hai cuộc kháng chiến chống Pháp và chống Mỹ, đồng chí đã được Đảng tin cậy giao nhiệm vụ vào chiến trường Nam Bộ trong những thời điểm khó khăn nhất, nhưng đồng chí đều hoàn thành xuất sắc nhiệm vụ. Trên 55 năm hoạt động cách mạng, gần 40 năm chiến đấu và công tác trong Quân đội, đồng chí luôn thể hiện là một cán bộ chính trị - quân sự trung kiên, dũng cảm, trung thực, liêm khiết, sống gần gũi với đồng chí, đồng bào, nghiêm khắc với mọi biểu hiện cá nhân chủ nghĩa. Thiếu tướng Hoàng Thế Thiện đã có nhiều công lao trong sự nghiệp giải phóng và thống nhất đất nước, xây dựng và bảo vệ Tổ quốc xã hội chủ nghĩa. Là một vị tướng có uy tín của Quân đội, công lao và thành tích xuất sắc của đồng chí đã được Đảng, Nhà nước và Quân đội ta ghi nhận. Lịch sử hai cuộc kháng chiến vĩ đại của Dân tộc ta và lịch sử quá trình xây dựng, chiến đấu của Quân đội nhân dân Việt Nam anh hùng còn mãi mãi ghi đậm hình ảnh và công lao vị tướng có tài tổ chức và chỉ huy chiến đấu, một Chính ủy kiên trung, mẫu mực, một đảng viên ưu tú của Đảng".

- Thượng tướng, Anh hùng Lực lượng vũ trang nhân dân, Phó Giáo sư Nguyễn Hữu An: "Anh Hoàng Thế Thiện - Chính ủy là người toàn năng, không chỉ giỏi về chính trị mà còn là người hiểu biết về quân sự, khá sâu những vấn đề có liên quan đến cương vị của mình và rất xứng đáng là nhân vật trung tâm của Sư đoàn."

- Thiếu tướng, Anh hùng Lực lượng vũ trang nhân dân Hoàng Đan: "Tuy là Chính ủy nhưng anh Hoàng Thế Thiện có trình độ cao về nghệ thuật quân sự, về cách đánh của nhiều hình thức tác chiến khác nhau. Vì vậy, anh không chỉ đảm nhiệm công tác đảng, công tác chính trị mà anh còn thực sự là một cán bộ chỉ huy quân sự, đi sâu vào tác chiến... Điều làm gương cho chúng tôi và cán bộ quân sự nói chung là địch tìm mọi cách chống lại ta thì anh luôn tìm cách để đánh thắng địch. Đây là một điểm rất đặc biệt ở anh Thiện, một Chính ủy mà cũng là một nhà quân sự. Địch có cách này thì ta có cách khác hay hơn nó để đánh thắng nó. Đây là điều rất cần thiết trong chiến tranh."

- Đại tá, Phó Giáo sư, Tiến sĩ sử học Hồ Sơn Đài:

"Có thể nói rằng, chặng đường chiến đấu của Thiếu tướng Hoàng Thế Thiện ở Nam Bộ gắn liền với các đơn vị chủ lực, với quá trình xây dựng, chiến đấu và công tác của lực lượng vũ trang chủ lực ở Nam Bộ, từ trung đoàn đến cấp quân đoàn. Ông có mặt ở hầu khắp các chiến trường Nam Bộ, từ miền Tây, miền Trung lên miền Đông và thành phố Sài Gòn, từ cuộc kháng chiến chống thực dân Pháp cho đến kháng chiến chống đế quốc Mỹ và những ngày tháng sôi động sau khi đất nước hòa bình, thống nhất. Những gì ông để lại cho lực lượng vũ trang Nam Bộ là hình ảnh một cán bộ chính trị - quân sự kiên trung, tận tụy, sâu sắc, mực thước và dung hậu. Với tư cách một người lính cầm súng, trên dọc đường hành quân đánh giặc, Nam Bộ là nơi ông dừng chân nhiều nhất, cũng là nơi ông dừng lại sau cùng."
"Hơn 55 năm hoạt động cách mạng, Thiếu tướng Hoàng Thế Thiện luôn là một trong những người đi đầu trong hoạt động xây dựng các đơn vị chủ lực cấp chiến dịch và chiến lược; đi đầu trong lãnh đạo, chỉ huy thực hiện các nhiệm vụ chiến đấu và công tác ở những thời điểm quan trọng, có ý nghĩa bước ngoặt trong thời kỳ đấu tranh giải phóng dân tộc, cũng như thời kỳ đầu xây dựng, bảo vệ Tổ quốc và làm nhiệm vụ quốc tế. Những gì ông để lại cho hậu thế là hình ảnh mẫu mực của một cán bộ chính trị - quân sự tuyệt đối trung thành, tận tụy, sâu sắc, mực thước và dung hậu."
- Trích Báo cáo thành tích đề nghị truy tặng danh hiệu Anh hùng Lực lượng vũ trang nhân dân trong kháng chiến chống đế quốc Mỹ, cứu nước cho Thiếu tướng Hoàng Thế Thiện do Đảng ủy - Bộ Tư lệnh Quân đoàn 4 lập: "Đồng chí Hoàng Thế Thiện là một cán bộ trung thành, tận tụy, sâu sát, cụ thể, tỉ mỉ, tài năng, sáng tạo, luôn gương mẫu đi đầu trong các nhiệm vụ, trọng trách mới, khó theo yêu cầu của chiến trường đều có mặt; có thể nói “ở đâu có nhiệm vụ mới, khó, đều có mặt của đồng chí Hoàng Thế Thiện.”

- Trung tướng, Phó Giáo sư Lê Hữu Đức: "Qua hai cuộc kháng chiến, tôi được làm việc với nhiều đồng chí chính ủy trung đoàn, lữ đoàn, sư đoàn, quân đoàn, quân khu, học viện. Với anh Hoàng Thế Thiện tôi giữ mãi những kỷ niệm về tình người ấm áp của anh. Quả là một đồng chí Chính ủy sư đoàn đích thực và xuất sắc!"

- Thiếu tướng Bùi Đức Tạm: "Anh là một cán bộ nhiệt tình, sôi nổi, dám nghĩ, dám làm, dám chịu trách nhiệm, đâu cần là anh có mặt."

- Nhà văn, nhà báo, nhà thơ Phan Hoàng: "Hoàng Thế Thiện là hình ảnh Chính ủy tiêu biểu trên chiến trường. Ông là một con người đa năng, có trình độ toàn diện, một vị tướng có mặt trên khắp các chiến trường, làm công tác chính trị, quân sự, kinh tế và cả việc đền ơn đáp nghĩa. Dù ông đã mãi mãi đi xa nhưng hình ảnh và công lao của vị tướng có tài tổ chức và chỉ huy chiến đấu, một Chính ủy kiên trung, mẫu mực, một trái tim nhân hậu, nghĩa tình vẫn còn in đậm trong tâm khảm mọi người."

- Phu nhân cố Thiếu tướng Nguyễn Dũng Chi: "Kính tặng gia đình cố Thiếu tướng Hoàng Thế Thiện quyển “Những ký ức còn đọng lại” của ông Dũng Chi - hồi ức của một đời làm lính đánh giặc ngoại xâm Pháp và Mỹ. Gần 48 năm trong quân ngũ, chiến đấu mọi chiến trường Nam - Bắc, ở nhiều đơn vị khác nhau nhưng chưa có một Chính ủy nào mà ông Dũng Chi quý trọng như Chính ủy Hoàng Thế Thiện."

- Thiếu tướng, nhà thơ Nguyễn Đan Thành: "... Kháng chiến gian lao nên vất vả / Nam Bắc bôn ba chẳng nản lòng / Đất nước thanh bình vang tiếng hát / Thân cò lặn lội vẫn bên sông / Non nước tang bồng âu là thế / Hạt cát phù sa thế cũng xong..."

- Đại tá Hoàng Ngọc Giao: "Tháng năm dài thế kỷ / Mòn Bắc chiến - Nam chinh / Lửa nhuộm trái tim hồng / Gan vàng nơi bão tố / Mến thương người đồng chí / Tóc bạc tâm hồn xanh / Đường Trường Sơn máu lửa / Còn mãi dấu chân anh..."

- Nữ sĩ Thuận Bằng: "Thiếu hai sáu nữa mới tròn trăm / Chiến trận tung hoành bốn chục năm / Tuổi Đảng năm mươi tròn khí tiết / Giờ đây thanh thản với hương trầm."

- Đại tá, nhà văn Nguyễn Minh Ngọc: Thơ khoán thủ: "TƯỚNG văn danh tiếng nức ba quân / HOÀNG tâm võ trọng đức muôn phần / THẾ trung nghĩa trượng hồn muôn dặm / THIỆN tạc lòng Dân lưu tiếng thơm."

- Phó Giáo sư, Tiến sĩ Hán Nôm Nguyễn Tá Nhí: Câu đối:

“NGHĨA THẮM TÌNH THAY, TỪ TRẬN MẠC THÁI NGUYÊN ĐẾN CHIẾN TRƯỜNG XUÂN LỘC, THÂN DÂN TƯ ĐẠO THỌ SƠN HÀ
CÔNG TO LỚN LẮM, KHI ĂN CƠM ĐẤT BẮC, LÚC ĐÁNH GIẶC PHƯƠNG NAM, ÁI QUỐC THỬ TÂM HUYỀN NHẬT NGUYỆT”
Dịch nghĩa là:
“NGHĨA THẮM TÌNH THAY, TỪ TRẬN MẠC THÁI NGUYÊN ĐẾN CHIẾN TRƯỜNG XUÂN LỘC, THÂN DÂN ĐẠO LÝ SÁNH NÚI SÔNG
CÔNG TO LỚN LẮM, KHI ĂN CƠM ĐẤT BẮC LÚC ĐÁNH GIẶC PHƯƠNG NAM, ÁI QUỐC LÒNG SON NHƯ NHẬT NGUYỆT”
- Phó Giáo sư, Tiến sĩ Hán Nôm Đinh Khắc Thuân: Câu đối:

"BÁCH TRẬN LẬP KỲ CÔNG, BẮC CHIẾN NAM CHINH, CHIÊU LƯƠNG TƯỚNG
THIÊN THU LƯU THỬ ĐỊA, ĐÔNG LAI TÂY VÃNG, HIỂN UY LINH"
Dịch nghĩa là:
"TRĂM TRẬN LẬP KỲ CÔNG, BẮC CHIẾN NAM CHINH, RẠNG NGỜI TƯỚNG GIỎI
NGÀN THU Ở ĐẤT NÀY, ĐÔNG LAI TÂY VÃNG, HIỂN HIỆN UY LINH"
(Chú giải: 
Đất này: Chỉ nơi Thiếu tướng Hoàng Thế Thiện an nghỉ tại Thành phố Hồ Chí Minh.
Đông lai Tây vãng: Trở về phía Đông tức xứ Đông (cố hương của Thiếu tướng Hoàng Thế Thiện), đi về miền Tây Phương cực lạc.)
- Thiếu tướng Nguyễn Ngọc Doanh: Câu đối:

“Tâm đức THIỆN, chí khí cao, cả đời vì dân, vì nước
Chính trị tài, quân sự giỏi, sự nghiệp LƯU mãi sử xanh”
(Trong câu đối có chữ “Thiện” là tên, chữ “Lưu” là họ khai sinh của Thiếu tướng Hoàng Thế Thiện).

## Tác phẩm về Hoàng Thế Thiện

### Sách
- "Nhớ Thiếu tướng Hoàng Thế Thiện" - Hồi ức, ký của nhiều tác giả - Nhà xuất bản Quân đội nhân dân, 2005.
- "Thiếu tướng Hoàng Thế Thiện - Người đi suốt cuộc trường chinh" - Hồi ức, ký của nhiều tác giả - Nhà xuất bản Tổng hợp Thành phố Hồ Chí Minh, 2022.
- "Thiếu tướng Hoàng Thế Thiện - Người đi suốt cuộc trường chinh" - Tập sách ảnh - Nhà lưu niệm Thiếu tướng Hoàng Thế Thiện lưu hành nội bộ, 2022.
- "Nhân vật lịch sử Hải Phòng tập II" - Nhà xuất bản Hải Phòng, 2001.
- "Trái tim thắp lửa (10 Danh Tướng Quân đội nhân dân Việt Nam)" - Chi Phan - Nhà xuất bản Thanh niên, 2007.
- "Quê hương và đồng đội" - Bút ký của Trần Thế Tuyển - Nhà xuất bản Trẻ, 2004.
- "Người Chính ủy Quân đội nhân dân Việt Nam" - Đại tướng Chu Huy Mân chủ biên - Nhà xuất bản Quân đội nhân dân, 2006.
- "Pháo binh miền Trung Trung Bộ - Tây Nguyên thời đánh Mỹ" - Hồi ức của nhiều tác giả - Nhà xuất bản Quân đội nhân dân, 2000.
- "Sài Gòn đất thiêng khí tụ" - Ký sự nhân vật - Phan Hoàng - Nhà xuất bản Văn hóa - Văn nghệ, 2017.
- "Sài Gòn đất lành chim đậu (tập 2)" - Ký sự - Phan Hoàng - Nhà xuất bản Tổng hợp TP.HCM, 2018.
- "Núi rộng, sông dài" - Bút ký chân dung - Nguyễn Minh Ngọc - Nhà xuất bản Quân đội nhân dân, 2023.
- "Trái tim Người lính miền Tây" - Nhiều tác giả - Nguyễn Công Trung chủ biên - Nhà xuất bản Thanh niên, 2023.
- "Nhân chứng và Lịch sử" - Hồ Sơn Đài - Nhà xuất bản Quân đội nhân dân, 2024.

### Phim tài liệu
- "Thiếu tướng Hoàng Thế Thiện - Ba lần Nam tiến" - Phim tài liệu - Hãng phim Truyền hình thành phố Hồ Chí Minh (TFS) sản xuất năm 2005, biên kịch Đinh Phong, đạo diễn Việt Bình.
- "Hoàng Thế Thiện - Tên gọi và cuộc đời" - Phim tài liệu nhựa - Điện ảnh Quân đội nhân dân sản xuất năm 2018, biên kịch Nguyễn Huy Hùng, đạo diễn Phạm Hồng Thắng.

### Tượng điêu khắc
- Tượng chân dung bán thân "Thiếu tướng Hoàng Thế Thiện" - tượng đồng của nhà điêu khắc Tạ Duy Đoán, sáng tác năm 2005.
- Phù điêu "Nụ cười chiến thắng" - phù điêu đồng của nhà điêu khắc Nguyễn Phúc Hưng, sáng tác năm 2022